# Katlehong
Katlehong est un township près de la ville d'Alberton en Afrique du Sud. Il fait partie de la province du Gauteng, l'une des régions les plus riches et peuplées d'Afrique et le cœur économique de l'Afrique du Sud avec, notamment, les villes de Pretoria et Johannesburg qui est à 35 kilomètres à l'ouest de Katlehong.
Selon le recensement de 2011, Katlehong compte 407 294 habitants.